# 智陵
智陵（韓語：지릉）是高丽国的第19代君主高丽明宗王晧与光靖太后之墓，位于朝鲜半岛京畿道长湍郡，现属大韩民国京畿道涟川郡百鶴面杜梅里。1951年朝鲜战争期间，附近发生智陵洞战斗。